# Palazzo delle Opere sociali
Il Palazzo delle Opere sociali è una sede adibita ad eventi e conferenze, situato in Piazza Duomo 2 a Vicenza.

## Storia

### L'ospedale di Sant'Antonio abate
Il palazzo sorge sull'area occupata in precedenza dall'Ospedale di Sant'Antonio, un complesso di edifici destinati a "ospitale" con due chiese annesse, dedicate la prima a Santa Maria, Sant'Antonio Abate, San Giorgio e la seconda a San Gottardo, costruiti nei pressi della torre campanaria della cattedrale in piazza Duomo, tra il 1350 e il 1364.
Il fondatore dell'ospitale era stato il cavaliere tedesco Alberto di Billanth, conestabile di Vicenza sotto gli Scaligeri, che a più riprese mise nella costruzione e nella dotazione dell'ospitale e delle chiese tutti i propri averi e, dopo averne riservato a sé e alla moglie Aquilina il giuspatronato, fu sepolto insieme con lei in un'arca murata sopra l'altar maggiore della chiesa.
L'ospitale era gestito dalla Confraternita di San Giovanni decollato - che aveva preso origine da una fraglia dei Battuti - detta anche dei Negroni, perché i suoi membri indossavano la cappa nera, quando accompagnavano al patibolo i condannati a morte e ne curavano la sepoltura. L'ospedale di Sant'Antonio acquisì presto una notevole fama cittadina, confermata da parecchi documenti del secolo XIV, anche per i "molti strepitosi miracoli" dovuti all'intercessione di Sant'Antonio abate, che attirarono uno straordinario numero di donazioni le quali, oltre ad essere destinate ai poveri, si tradussero anche in preziose espressioni artistiche.
Già alla fine del Cinquecento, però, la chiesa aveva bisogno di notevoli riparazioni; durante il XVII secolo questa situazione peggiorò ancora per cui, quando nel secolo successivo l'ospedale venne trasferito nell'ex monastero di San Bartolomeo, non si pensò neppure di salvarlo; l'ospedale di Sant'Antonio abate fu soppresso, mentre la Confraternita di San Giovanni decollato fu concentrata nel piccolo ospedale di Sant'Ambrogio in Borgo Porta Nova.

### Il Casino nuovo
Affacciato sulla piazza del Duomo dal lato opposto rispetto al vescovado, quello attuale è un sobrio palazzo del 1808, costruito da Giacomo Fontana commissionato dalla Società del Casino Nuovo, che nel 1805 aveva acquistato i fatiscenti edifici dell'ospedale, per farne una sede di svago dei soci appartenenti all'alta borghesia. Questa associazione si differenziava dal Casino dei Nobili, presente in città da lungo tempo, a cui avevano accesso solo gli appartenenti alla nobiltà.

### Il Palazzo delle Opere sociali
In seguito divenne di proprietà della diocesi di Vicenza e gli fu dato il nome di Palazzo delle Opere sociali cattoliche. 
Oggi è sede di uffici diocesani e di associazioni cattoliche; viene utilizzato per mostre, conferenze, convegni e attività culturali; in primavera vi si svolgono eventi del Festival biblico.

## Descrizione
Il palazzo occupa l'intero isolato e ingloba parzialmente anche la torre campanaria della Cattedrale di Santa Maria Annunciata.
Il Salone d'Onore e altri ambienti del palazzo sono in stile neopalladiano, ispirati all'interno della chiesa di Santa Maria Nova.
Tra gli affreschi, di Giacomo Ciesa rimangono le figure affrescate (1807) fra inquadrature sicuramente di David Rossi.

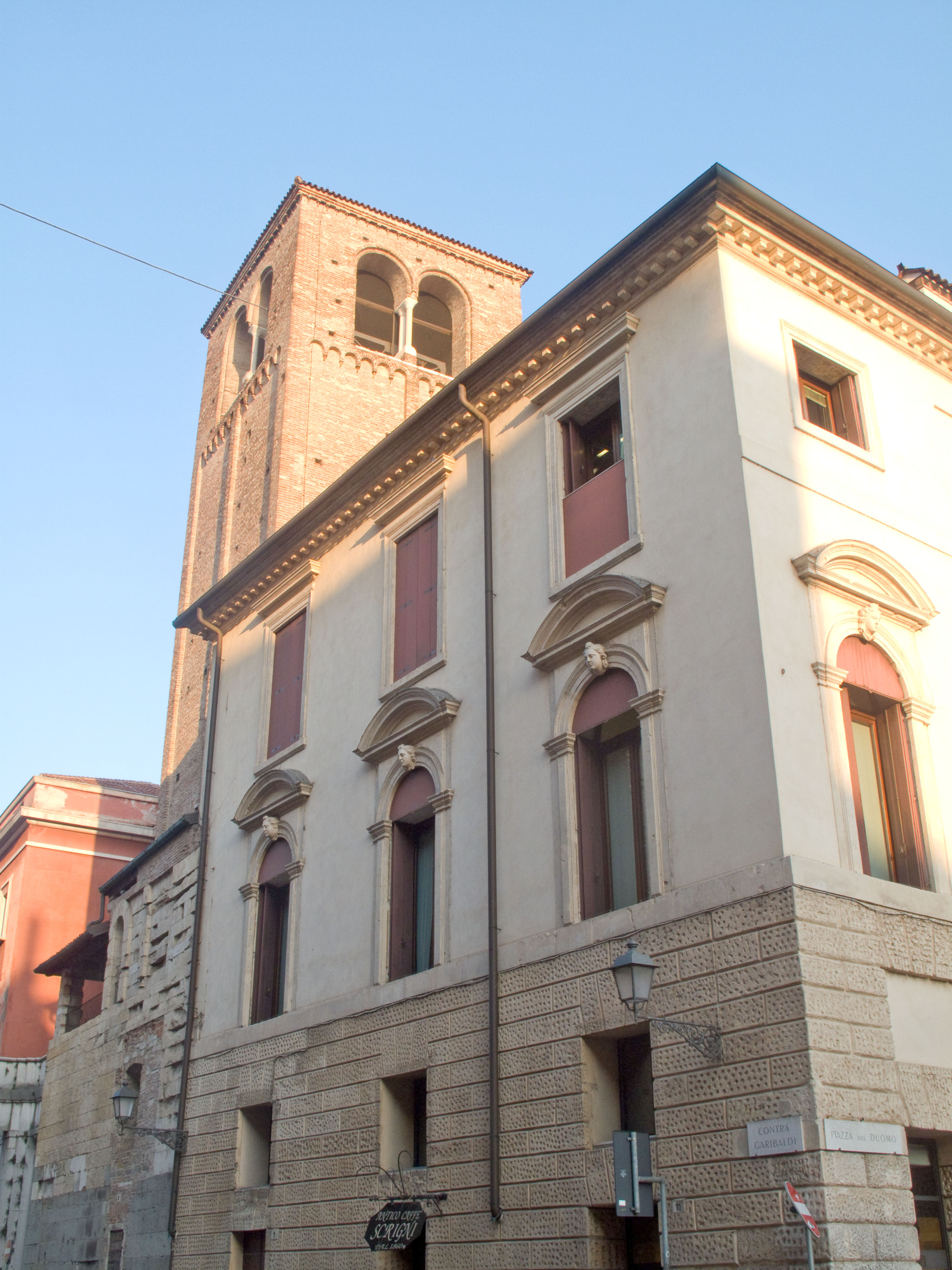
Palazzo delle Opere sociali e Campanile del Duomo
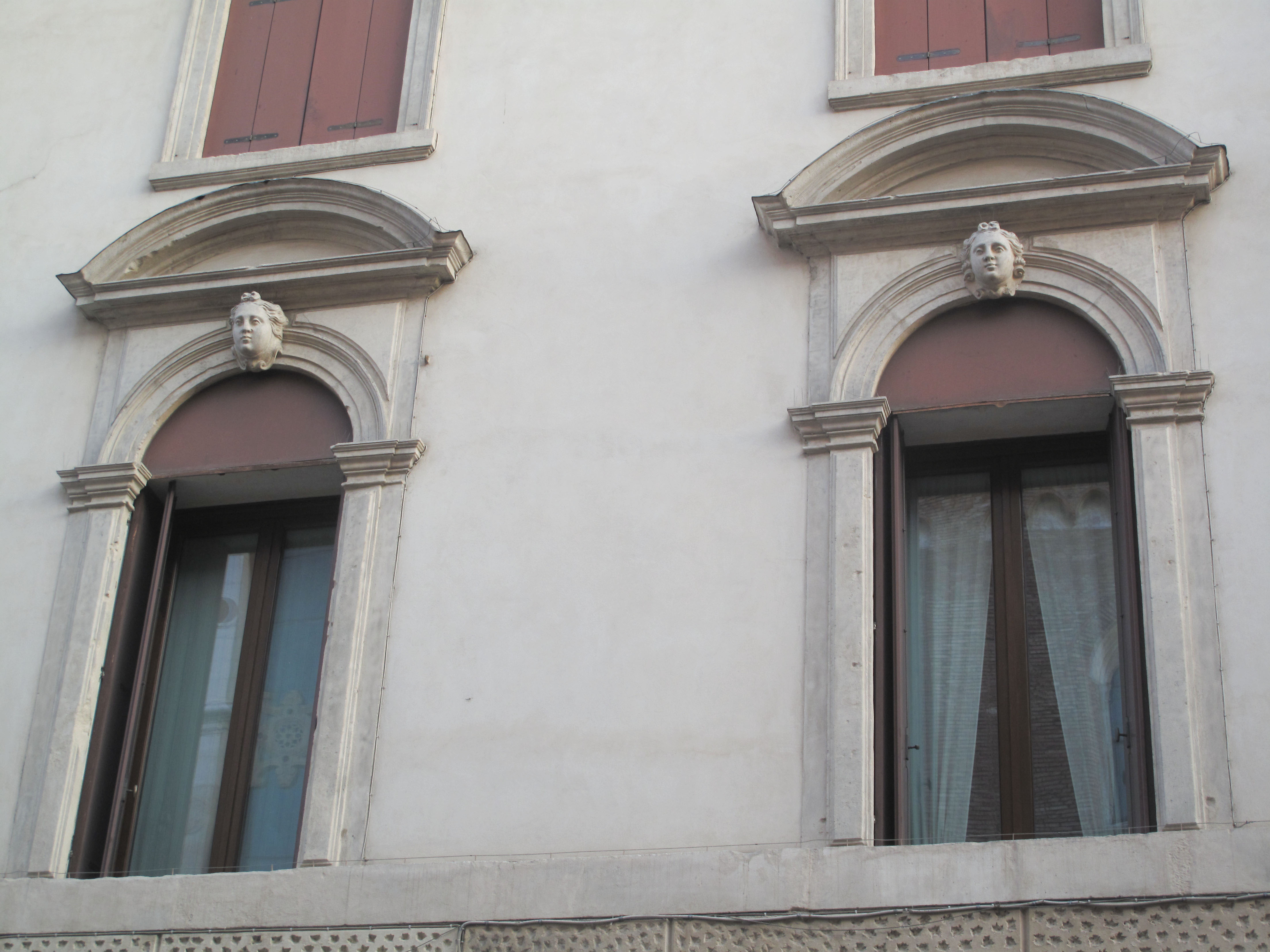
Palazzo delle Opere sociali, particolare
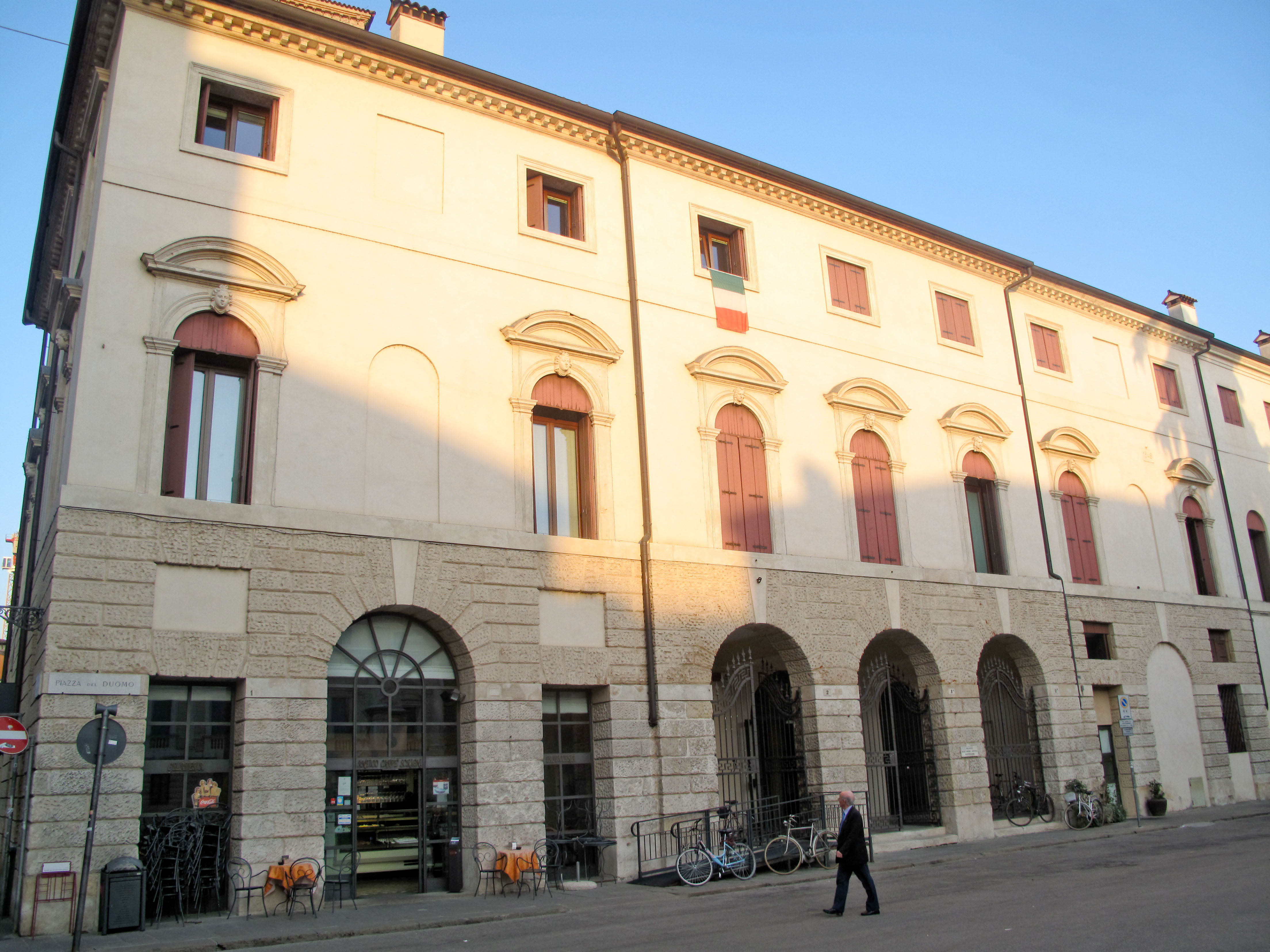
Palazzo delle Opere sociali in piazza Duomo
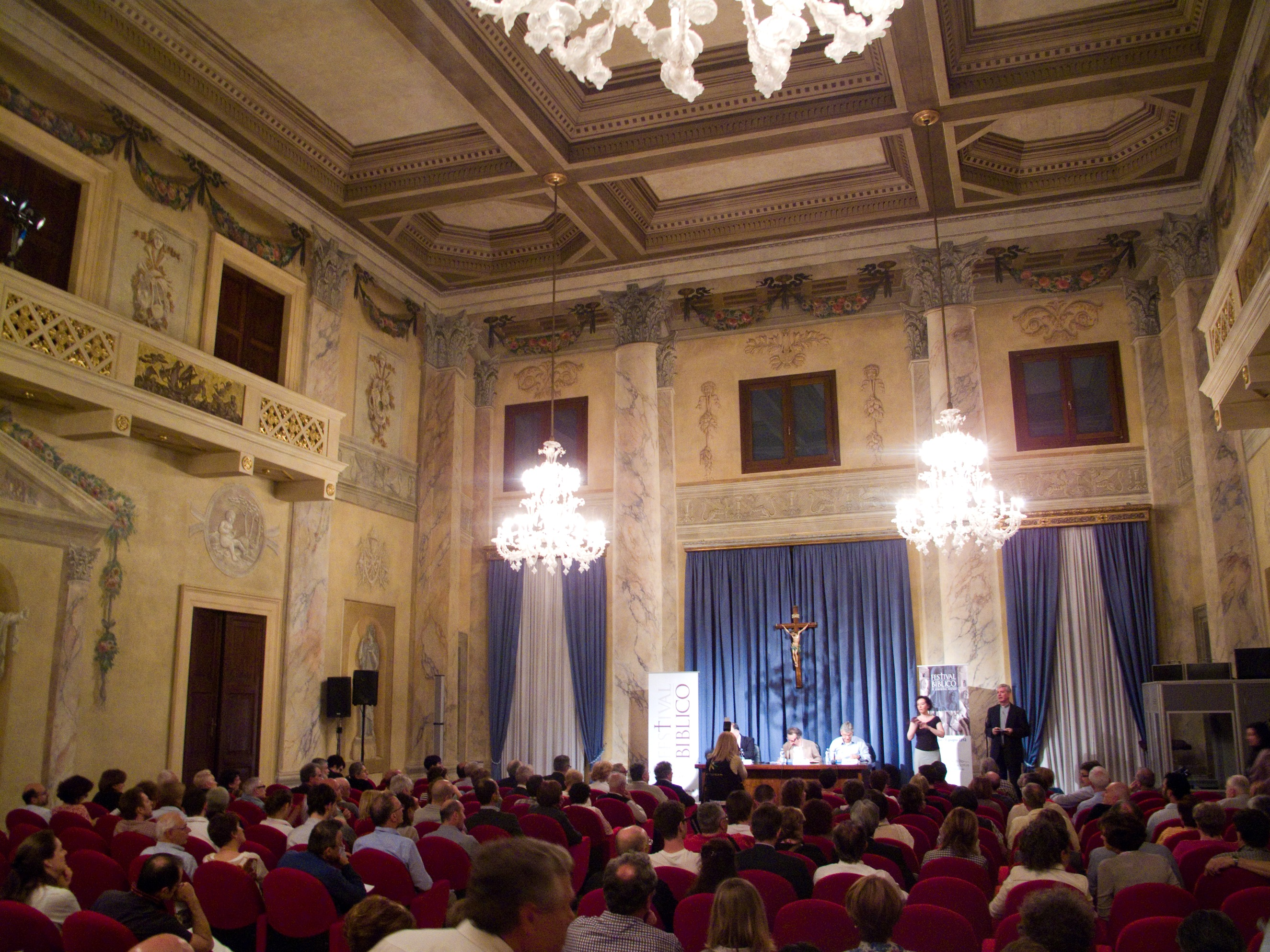
Salone del Palazzo delle Opere sociali
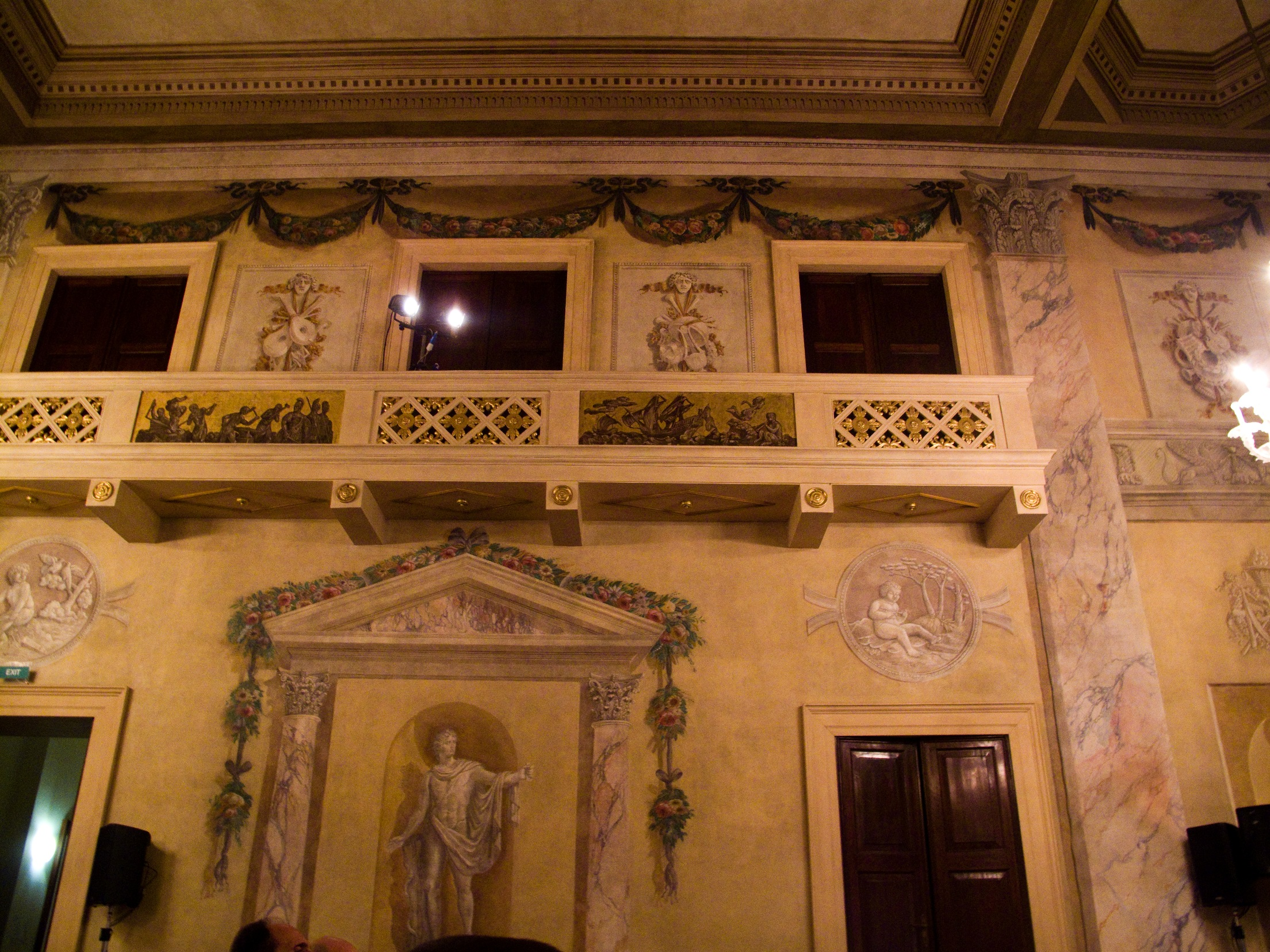
Salone del Palazzo delle Opere sociali
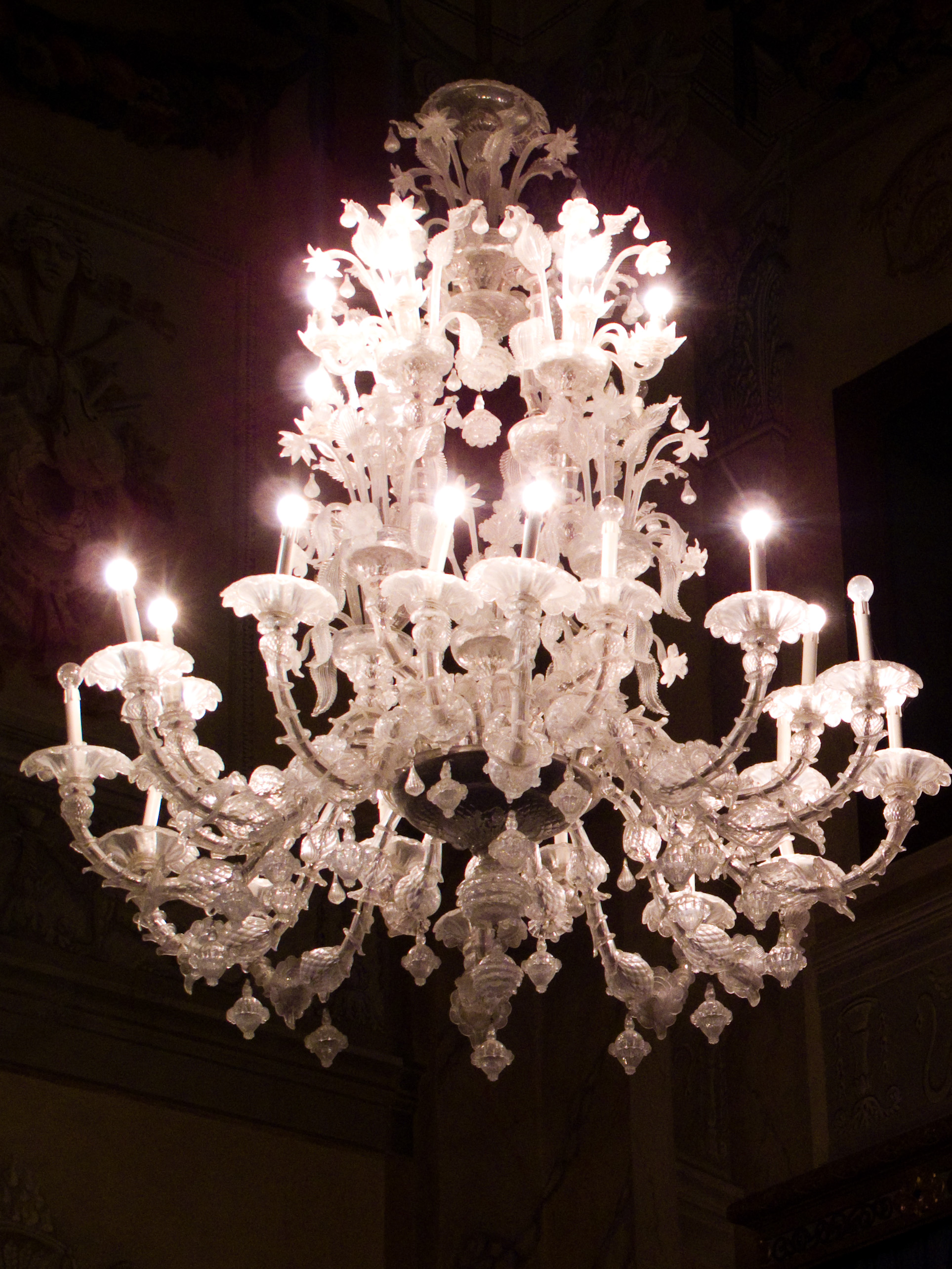
Salone del Palazzo delle Opere sociali